# Museum voor Schone Kunsten (Charleroi)

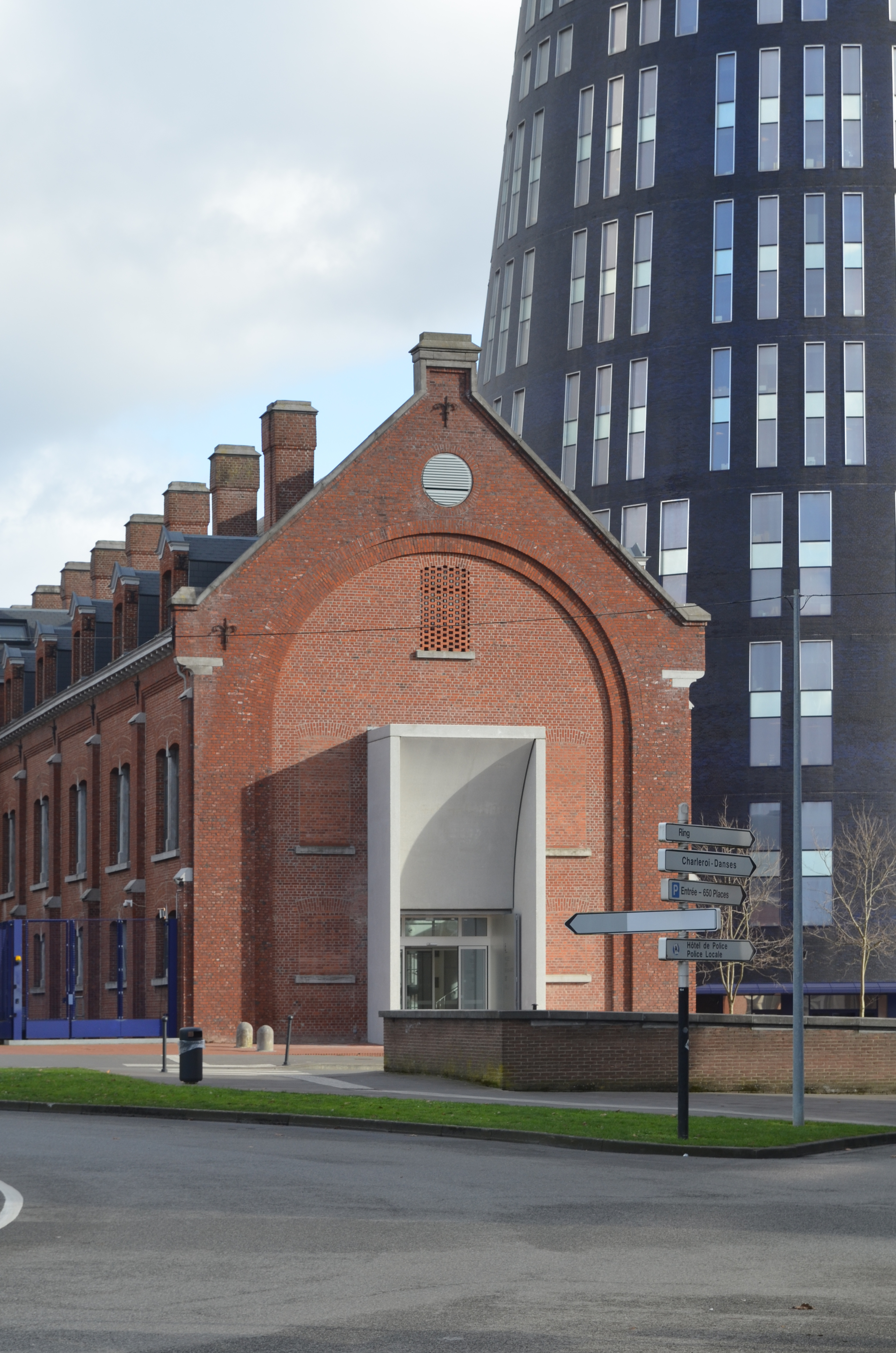
Entreedeur van het nieuwe museumgebouw in december 2022

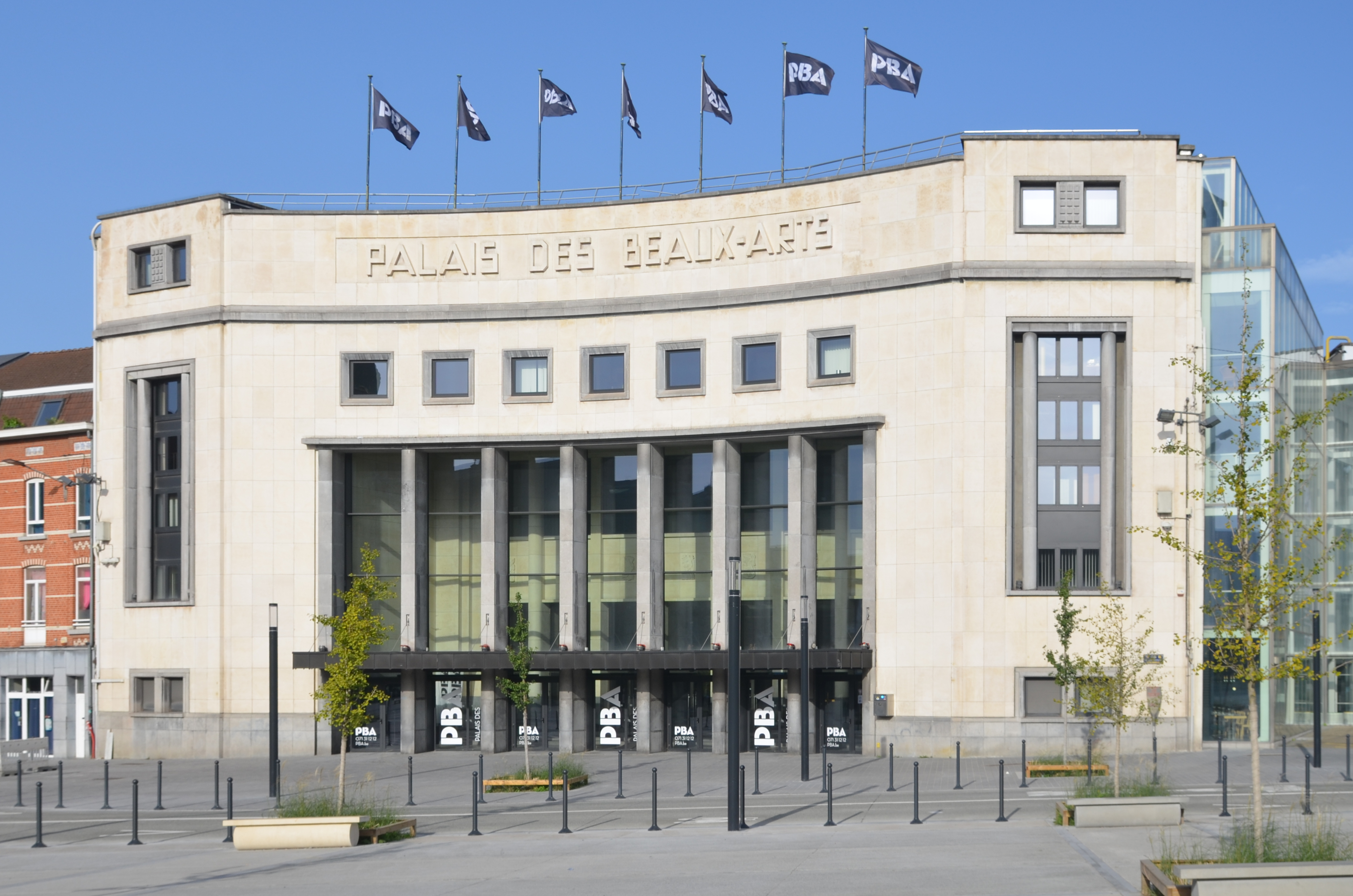
Gevel van het voormalig museumgebouw in 2023

Het Museum voor Schone Kunsten van Charleroi is een gemeentelijk kunstmuseum in de Belgische stad Charleroi. Het museum is gehuisvest in een voormalige rijkswachtkazerne.

## Geschiedenis
Het museum werd in 1980 opengesteld voor het publiek, maar de collectie van het museum is ouder. Aan het eind van de 19e eeuw begon de stad Charleroi kunst te verwerven. In 1889 werd het eerste stuk, een borstbeeld van François-Joseph Navez aan de stad geschonken. Vanaf 1911 begon Jules Destrée (1863-1936) werken van Navez aan te kopen.
Tussen 1889 en 1936 werden er zestig werken verworven. In dat jaar werden de zalen van het museum in het stadhuis ingehuldigd. De eerste conservator, Fernand André (1904-1973), ontwikkelde het aankoopbeleid met nadruk op Henegouwse kunst. Er werden ook werken in bruikleen gegeven door de Belgische staat. Tussen 1936 en 1980 kende de collectie een slapend bestaan en was ze enkel te bezichtigen op aanvraag. Na verbouwing van de tentoonstellingsruimte werd de collectie toegankelijk voor het grote publiek.
In 2007 moest het museum verhuizen wegens een waterlek in de tentoonstellingsruimte en vond onderdak in het Palais des Beaux-Arts. Sinds 2019 was het museum tijdelijk gesloten. Het verhuisde naar de voormalige rijkswachtkazerne Defeld en heropende in december 2022 met een tijdelijke tentoonstelling over 100 jaar uitgeverij Dupuis.

## Collectie
De collectie bestaat uit ongeveer 4.000 kunstwerken waarvan er 120 permanent worden tentoongesteld. In de collectie is er vooral aandacht voor kunstenaars uit de eigen streek, zoals Pierre Paulus, François-Joseph Navez, Constantin Meunier, Alexandre-Louis Martin, Joseph François en Fernand Verhaegen.

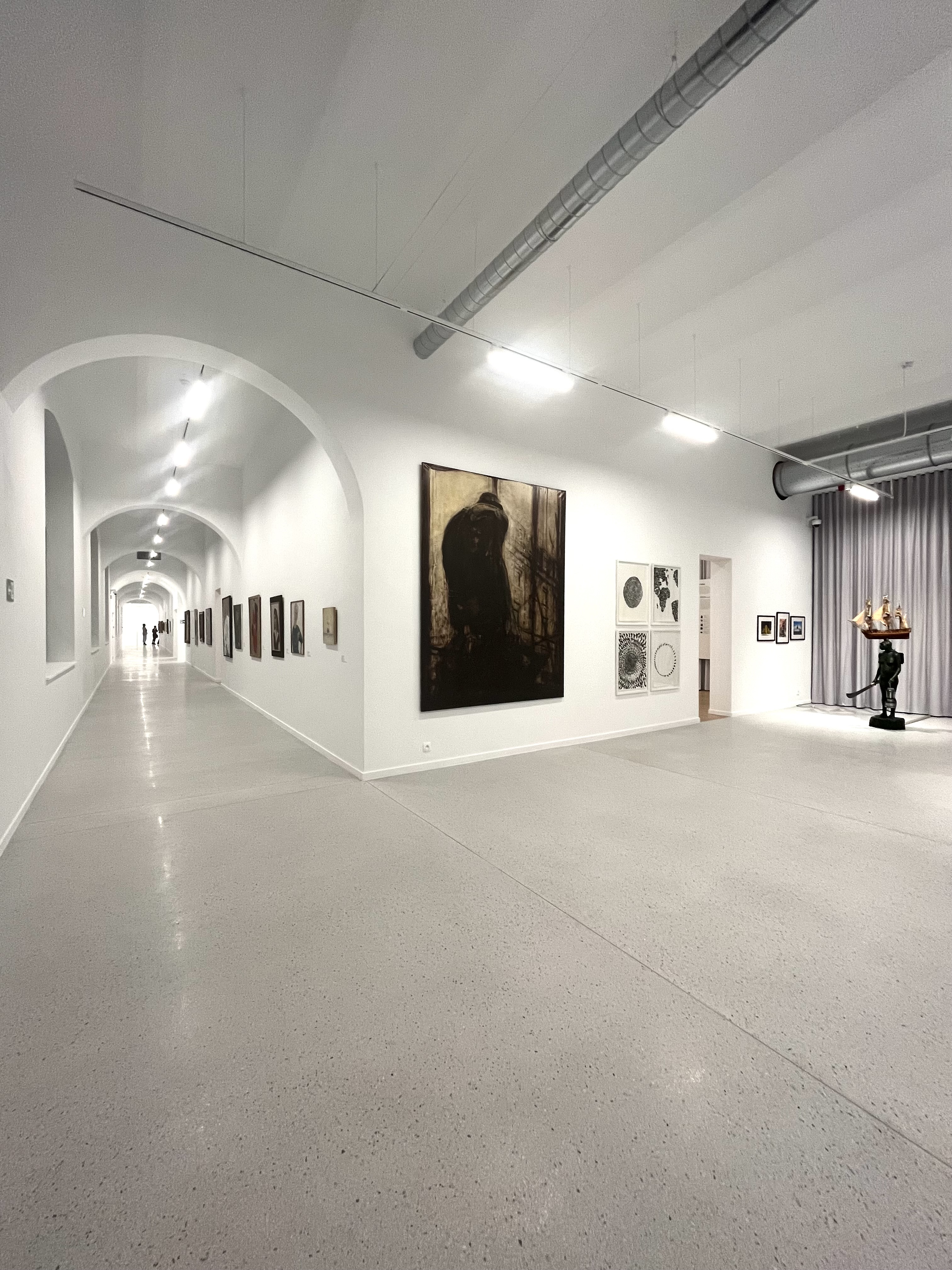
Interieur van het museum (2022)
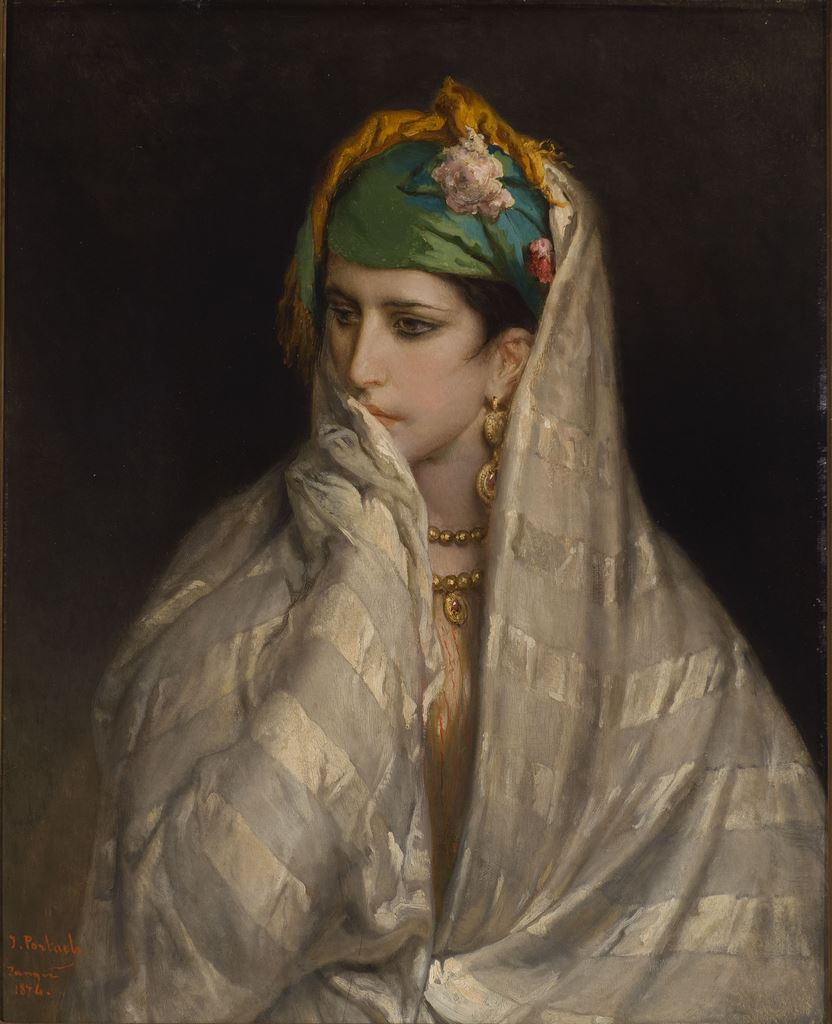
Werk van Jean-François Portaels
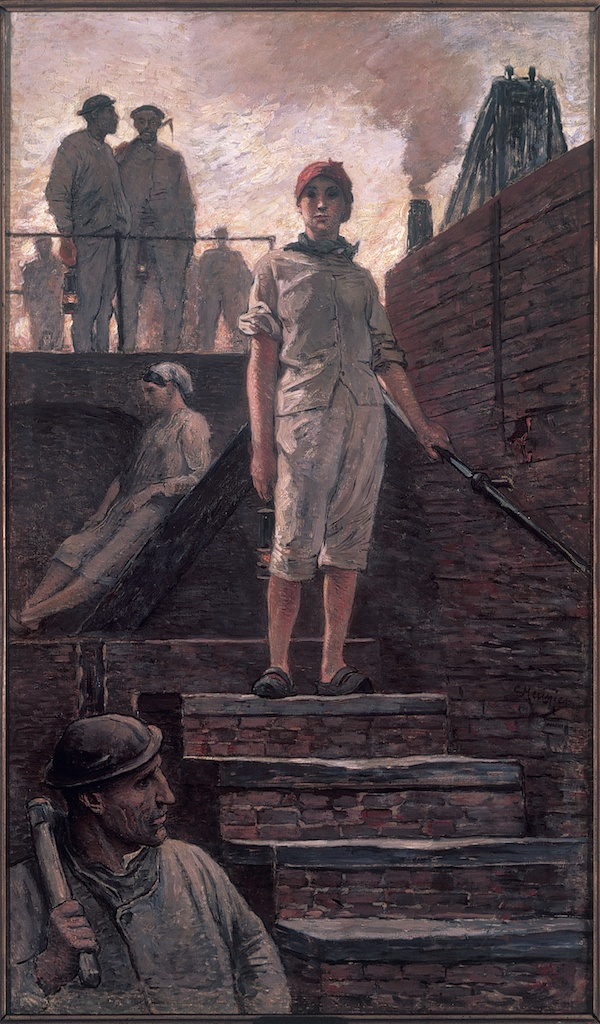
Werk van Constantin Meunier
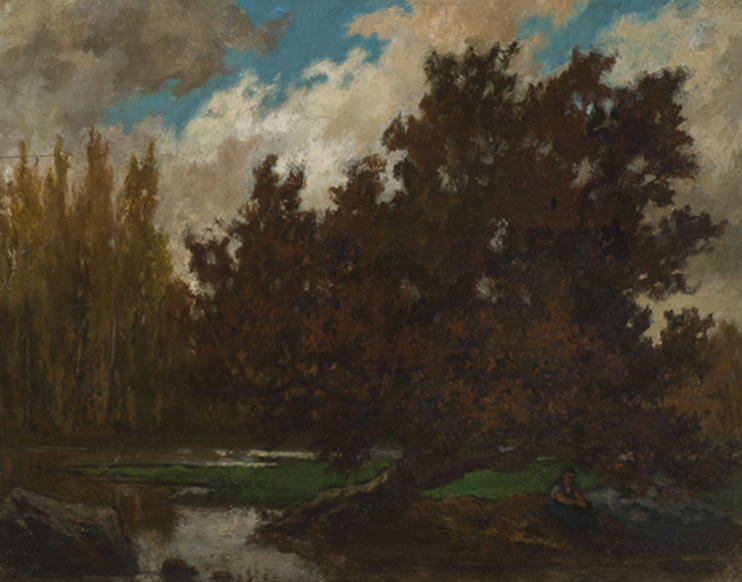
Werk van Félicien Rops
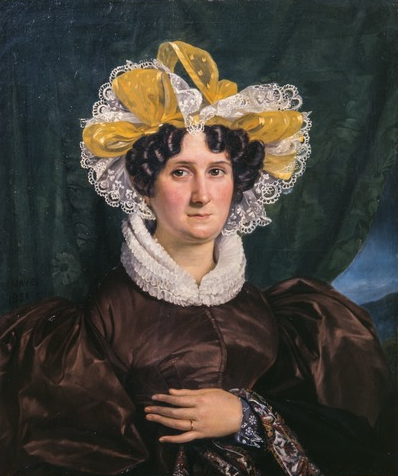
Madame Roberti, François-Joseph Navez (1831)